# Angelika Rainer
Angelika Rainer (* 18. října 1986 Merano) je italská reprezentantka v ledolezení a sportovním lezení. Trojnásobná mistryně světa, dvojnásobná vítězka celkového hodnocení světového poháru a vítězka celkového hodnocení Evropského poháru v ledolezení na obtížnost.
Ve sportovním lezení získala čtyři medaile na mistrovství Itálie (obtížnost i rychlost) a vyhrála Italský pohár v obtížnosti.
Na závodech světového poháru v ledolezení soupeřila o medaile zejména s Ruskou Marií Tolokoninovou a Jihokorejkou Sin Un-son, v roce 2018 vyhrála první ročník Evropského poháru.

## Výkony a ocenění
- 2009–2013 dvakrát obhájila titul mistryně světa z roku 2009 v ledolezení na obtížnost[1][2][3]
- 2018: vítězka celkového hodnocení Evropského poháru

### Závody v ledolezení
| Mistrovství světa v ledolezení | Mistrovství světa v ledolezení | Mistrovství světa v ledolezení | Mistrovství světa v ledolezení | Mistrovství světa v ledolezení | Mistrovství světa v ledolezení |
| Rok                            | 2009                           | 2011                           | 2013                           | 2015                           | 2017                           |
| ------------------------------ | ------------------------------ | ------------------------------ | ------------------------------ | ------------------------------ | ------------------------------ |
| Obtížnost                      | 1                              | 1                              | 1                              | 2                              | 2                              |

| Světový pohár v ledolezení | Světový pohár v ledolezení | Světový pohár v ledolezení | Světový pohár v ledolezení | Světový pohár v ledolezení | Světový pohár v ledolezení | Světový pohár v ledolezení | Světový pohár v ledolezení | Světový pohár v ledolezení | Světový pohár v ledolezení | Světový pohár v ledolezení | Světový pohár v ledolezení | Světový pohár v ledolezení |
| Rok                        | 2006                       | 2007                       | 2008                       | 2009                       | 2010                       | 2011                       | 2012                       | 2013                       | 2014                       | 2015                       | 2016                       | 2017                       |
| -------------------------- | -------------------------- | -------------------------- | -------------------------- | -------------------------- | -------------------------- | -------------------------- | -------------------------- | -------------------------- | -------------------------- | -------------------------- | -------------------------- | -------------------------- |
| Obtížnost                  | 20–21                      | 12                         | 6                          | 2                          | 2                          | 6                          | 1                          | 2                          | 2                          | 1                          | 7                          | 2                          |
| jednotlivě* (12/6/4)       | –, –, –, –, 8              | 4, 17, –                   | 7, · –,                    | 7, · ,                     | , 9, · 11,                 | 7, 13, · ,18               | , , · 4, 9,                | , , · , 7, 8               | , , · , , 5                | 5, –, , · , , 13           | , –, · 4, 5                | , 7, · 6, , 6              |

* poznámka: napravo jsou poslední závody v roce
| Mistrovství Evropy v ledolezení | Mistrovství Evropy v ledolezení | Mistrovství Evropy v ledolezení | Mistrovství Evropy v ledolezení |
| Rok                             | 2012                            | 2014                            | 2016                            |
| ------------------------------- | ------------------------------- | ------------------------------- | ------------------------------- |
| Obtížnost                       | 1                               | 5                               | 4                               |

| Evropský pohár v ledolezení | Evropský pohár v ledolezení |
| Rok                         | 2018                        |
| --------------------------- | --------------------------- |
| Obtížnost                   | 1                           |
| jednotlivě* (2/2/0)         | ,                           |

* poznámka: napravo jsou poslední závody v roce

### Závody ve sportovním lezení
| Mistrovství Itálie ve sportovním lezení | Mistrovství Itálie ve sportovním lezení | Mistrovství Itálie ve sportovním lezení | Mistrovství Itálie ve sportovním lezení |
| Rok                                     | 2004                                    | 2005                                    | 2007                                    |
| --------------------------------------- | --------------------------------------- | --------------------------------------- | --------------------------------------- |
| Obtížnost                               | 3                                       |                                         | 2                                       |
| Rychlost                                | 2                                       | 2                                       |                                         |

| Italský pohár ve sportovním lezení | Italský pohár ve sportovním lezení |
| Rok                                | 2007                               |
| ---------------------------------- | ---------------------------------- |
| Obtížnost                          | 1                                  |

### Skalní vícedélkové lezení
- 2008: Via Italia 61, 8a, Piz Ciavazes, Sella, Dolomity